# Promenadenring (Leipzig)

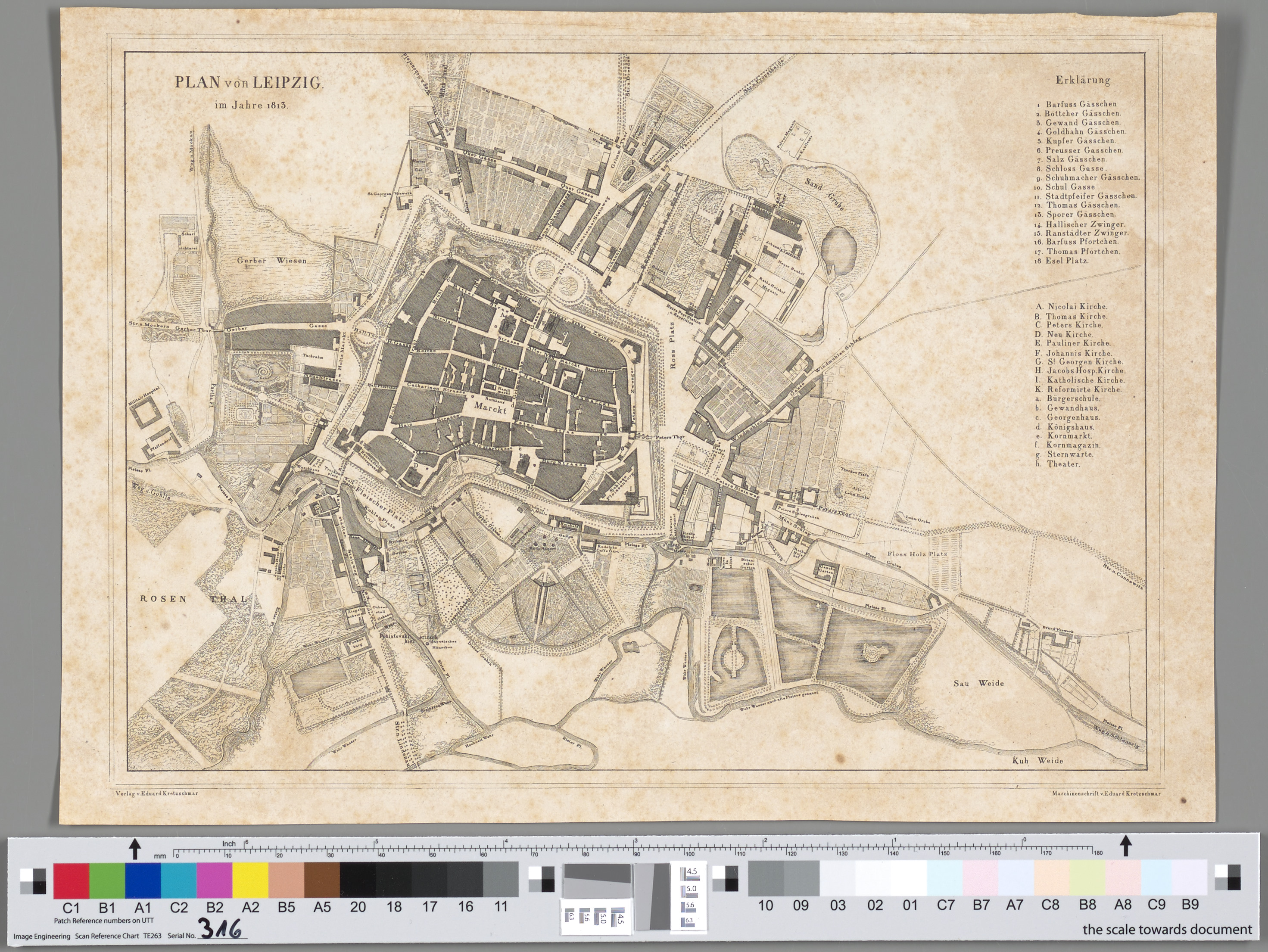
Pianta di Lipsia (1813), non esposta a nord, ma con un anello di passeggiate (Promenadenring) ben visibile

Il Promenadenring a Lipsia è il più antico parco paesaggistico municipale della Germania e uno dei più importanti monumenti culturali e giardini della città. Il termine è anche usato come sinonimo del Innenstadtring di Lipsia, una struttura di traffico collegata agli spazi verdi del Promenadenring. Come il Innenstadtring, il Promenadenring è lungo circa 3,6 chilometri.

## Storia

### Dal 1701 al 1777
Anche durante il mandato del sindaco Franz Romanus (1671-1741), l'anello di fortificazione della città era diventato troppo stretto e la gente era stata spinta fuori. La prima parte della passeggiata con la Muhmenplatz è stata creata tra Thomaspforte (Portella San Tommaso) e Barfusserpforte a ovest dell'Innenstadtring. Quando le fortificazioni cittadine si rivelarono militarmente inutili durante la Guerra dei Sette Anni, il sovrano si preparò nel 1763 a consegnare le strutture alla città. In brevissimo tempo è stata creata una passeggiata intorno all'intera città.

### Dal 1777 al 1816
Durante il mandato del sindaco Müller (1728-1801), le prime strutture furono progettate in "stile inglese". I Parchi Inferiore e Superiore sono stati realizzati nella zona nord-orientale dell'Innenstadtring. Il sindaco Müller ha lavorato con Johann Carl Friedrich Dauthe come architetto del consiglio (1749-1816). "L'estremità esterna della passeggiata, che era piantumata con numerosi alberi rari e aveva molti posti a sedere, formava un ampio viale per i pedoni, che a sua volta era delimitato da una strada".

### Dal 1816 al 1900
Dopo la devastazione della Battaglia di Lipsia, il Promenadenring è stato rapidamente riparato. Il successivo salto di sviluppo avvenne durante il mandato del sindaco Otto Koch (1810-1876). Dal 1857 al 1859 fu realizzato il parco Lenné nella zona sud-est del'Innenstadtring. La città assunse Carl Otto Wittenberg (1834-1918) come nuovo giardiniere del consiglio, raccomandato da Lenné, il direttore del giardino reale prussiano.

### Dal 1900
Wittenberg si ritirò nel 1900. Il suo successore fu Carl Hampel, originario di Berlino e il cui primo grande compito fu la revisione del verde del Promenadenring nell'area del nuovo municipio (1905) e poi nell'area della nuova stazione centrale (dal 1910). Nel 1920 Hampel cedette l'attività ufficiale al suo successore, Nikolaus Molzen. Negli anni che seguirono, lo sviluppo del traffico e infine la seconda guerra mondiale si fecero sentire. Nonostante le perdite, il Promenadenring, secondo Kathrin Franz, "ha mantenuto la sua eccezionale posizione di importante monumento culturale".

## Tour

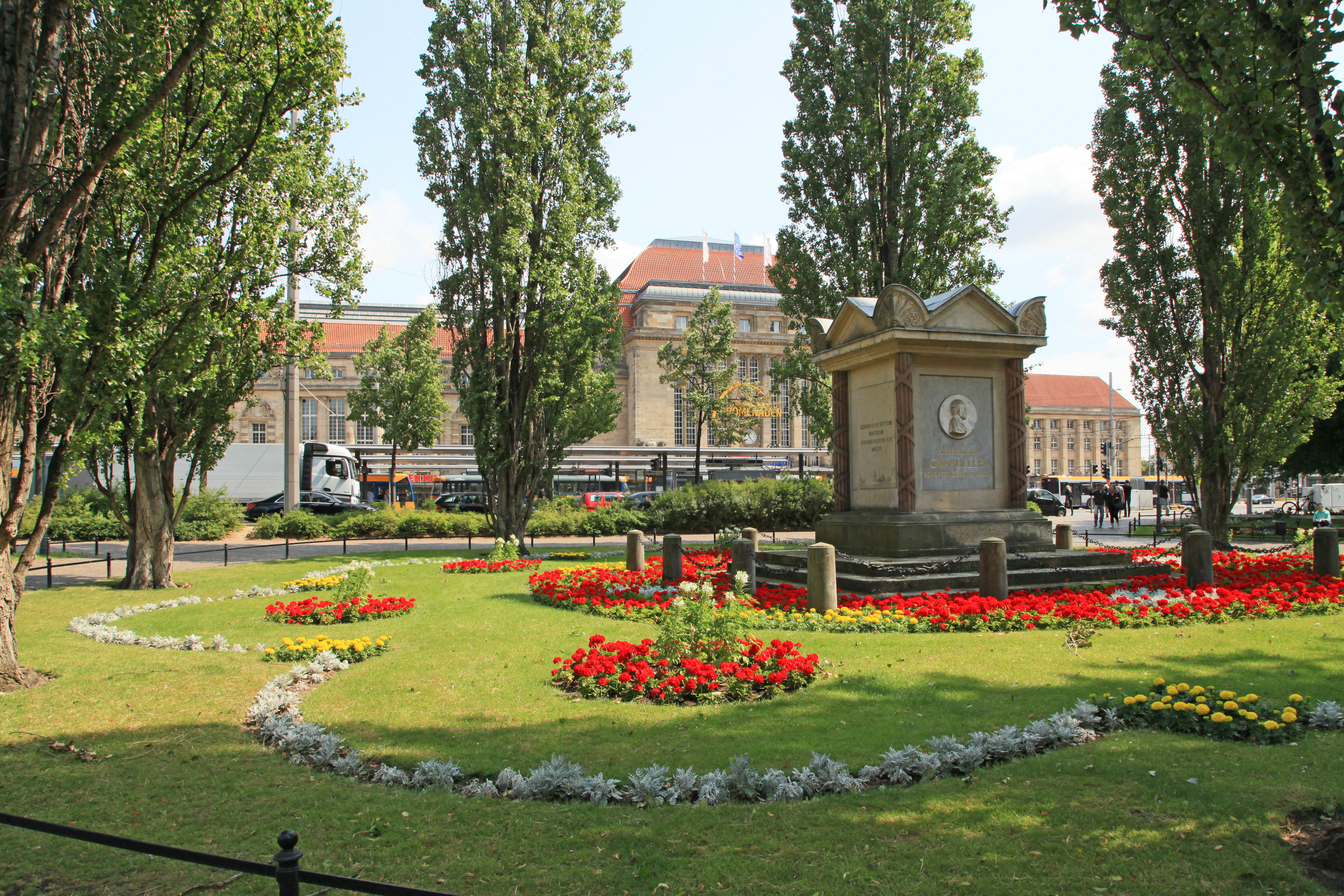
Monumento al sindaco Müller nel parco inferiore
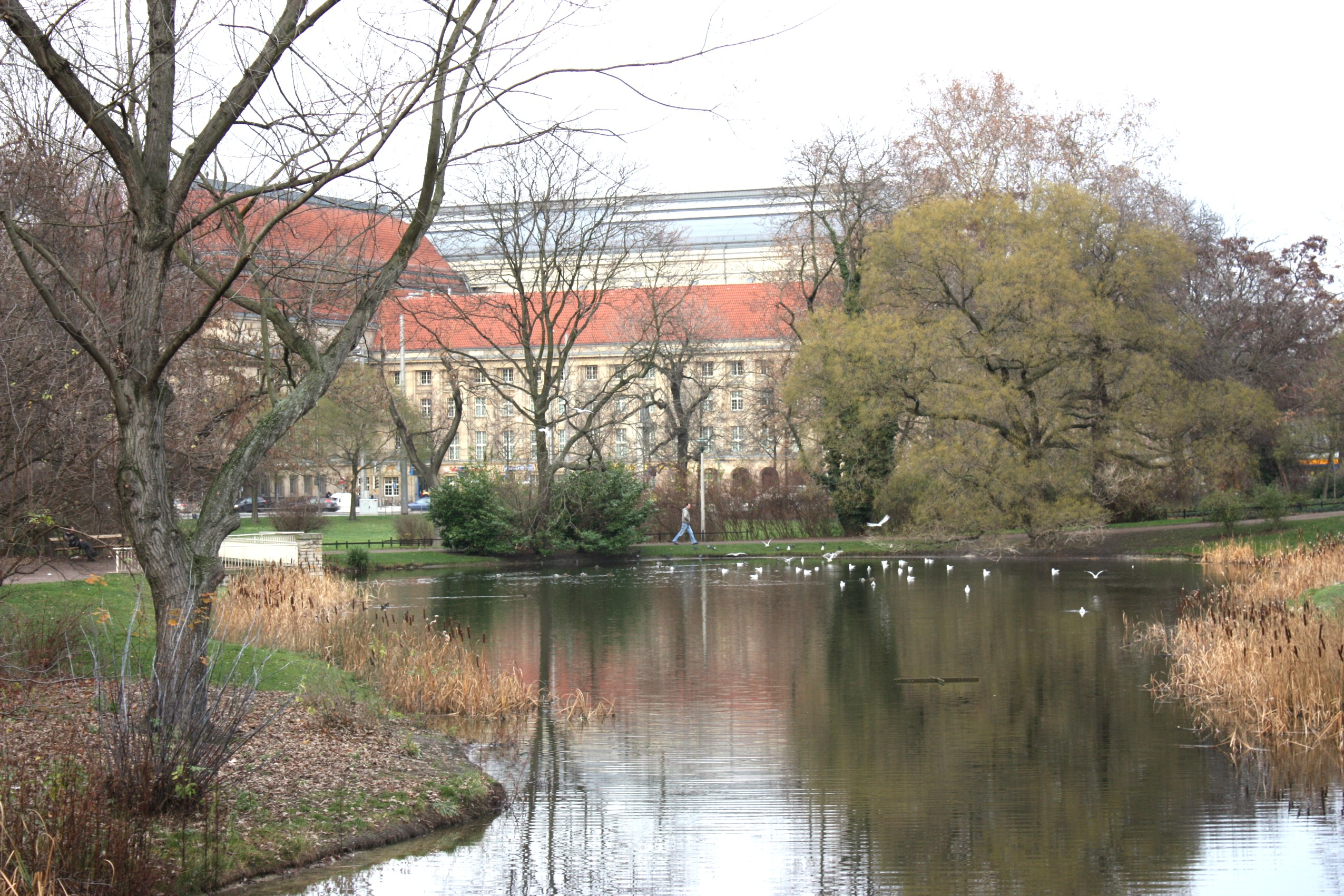
Schwanenteich, veduta della stazione ferroviaria principale
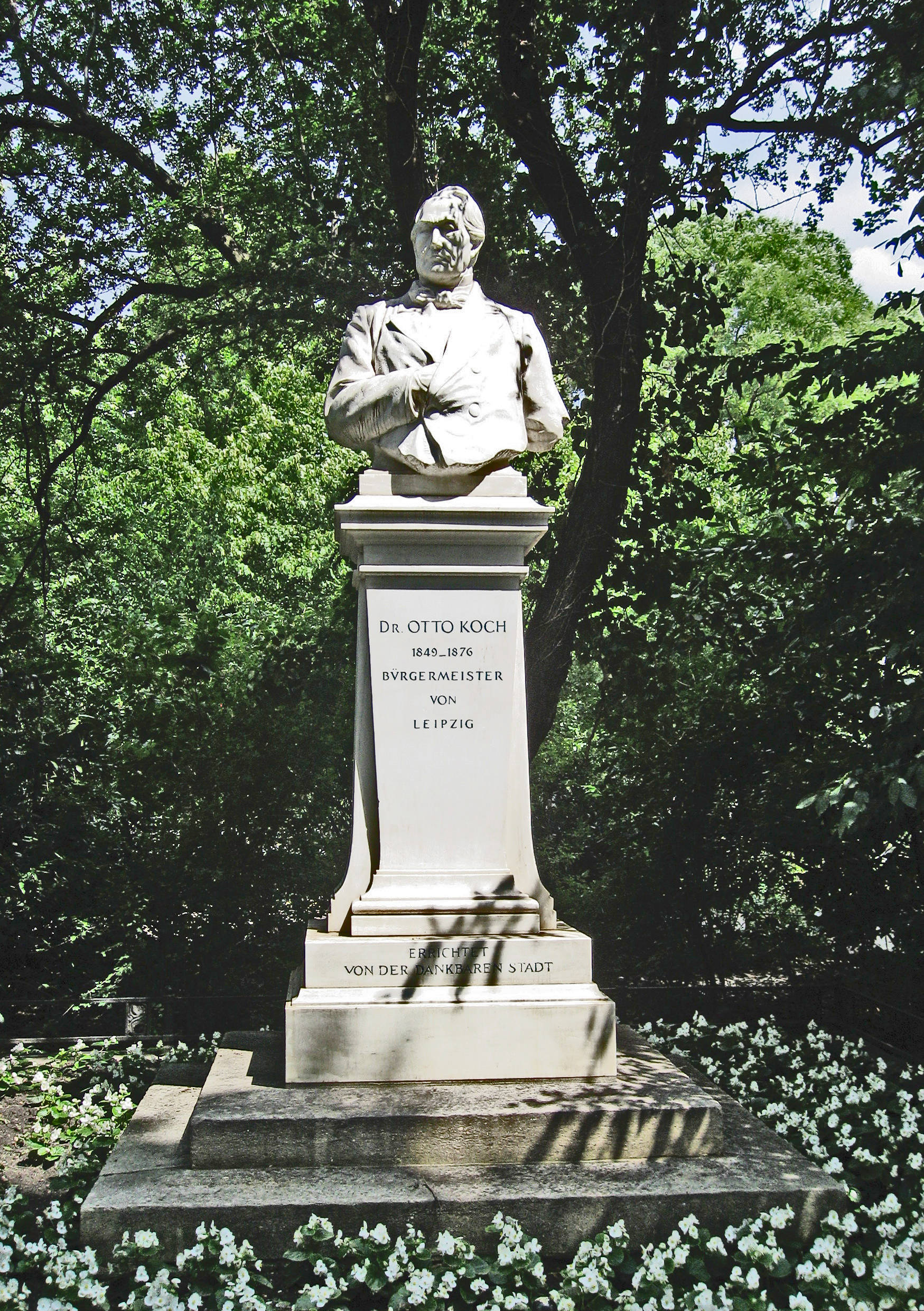
Il monumento al sindaco Koch nel parco Lenné
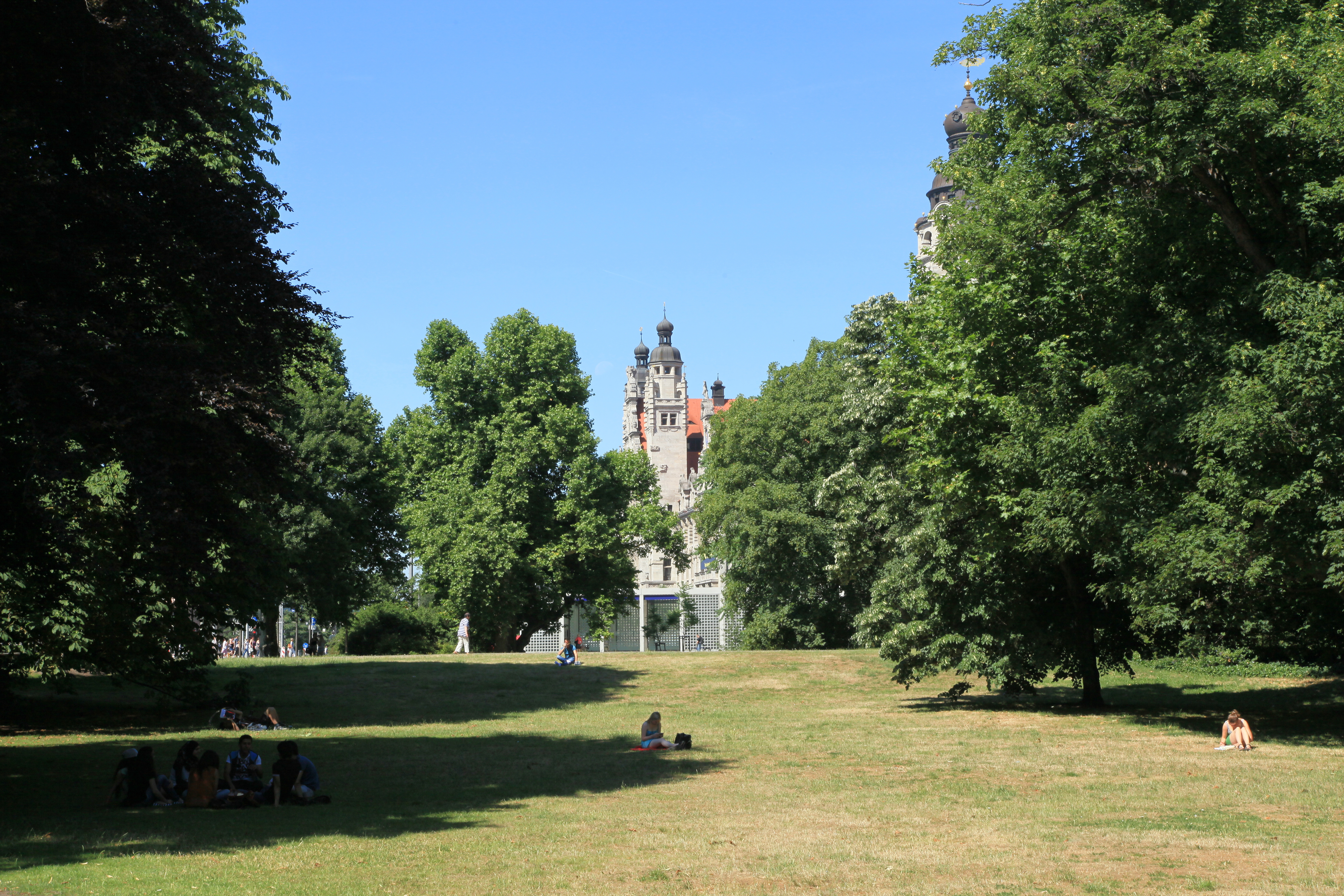
Parco Lennè
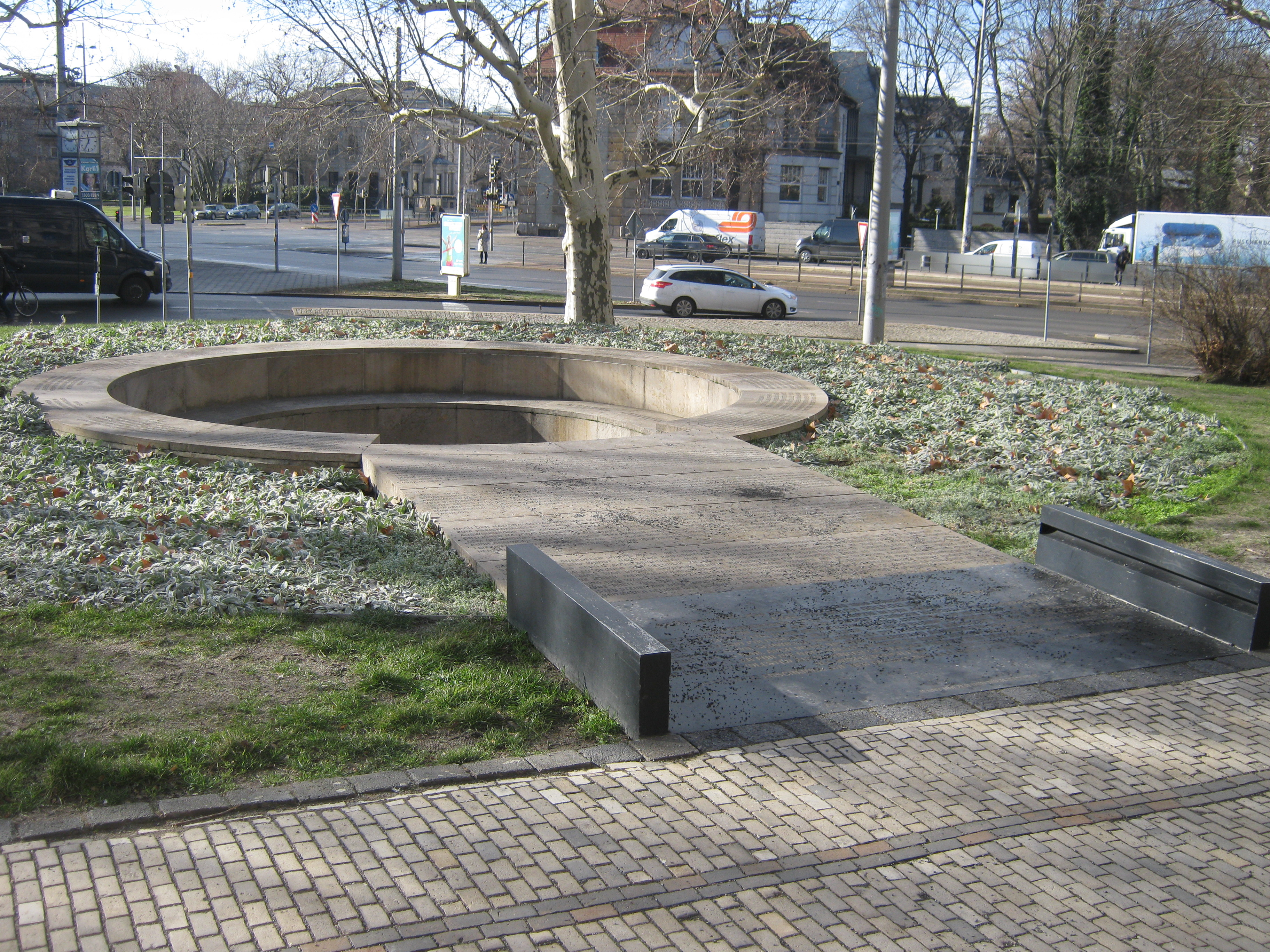
Il monumento al sindaco Goerdeler al Promenade a Martin-Luther-Ring
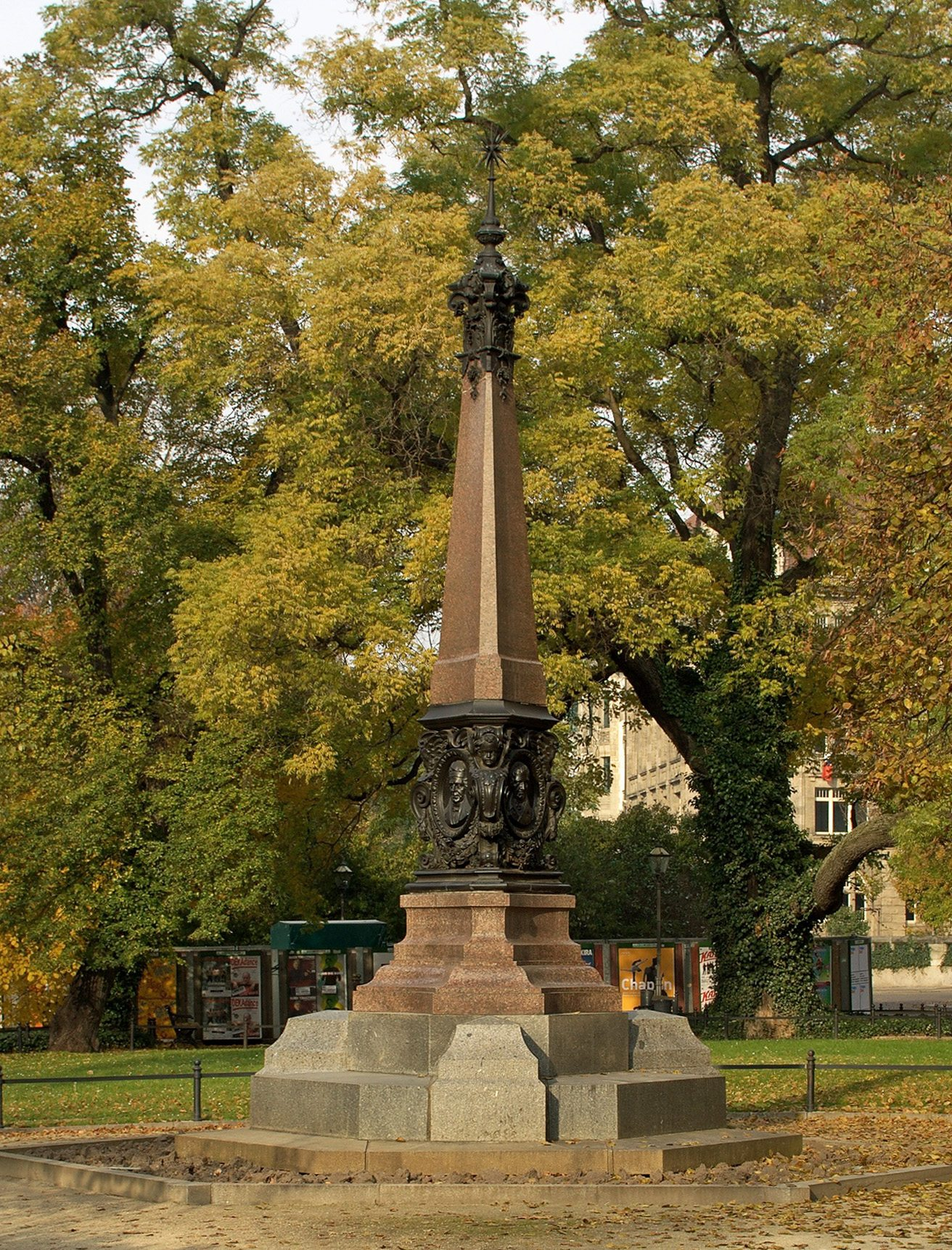
Memoriale di Plato Dolz a Dittrichring
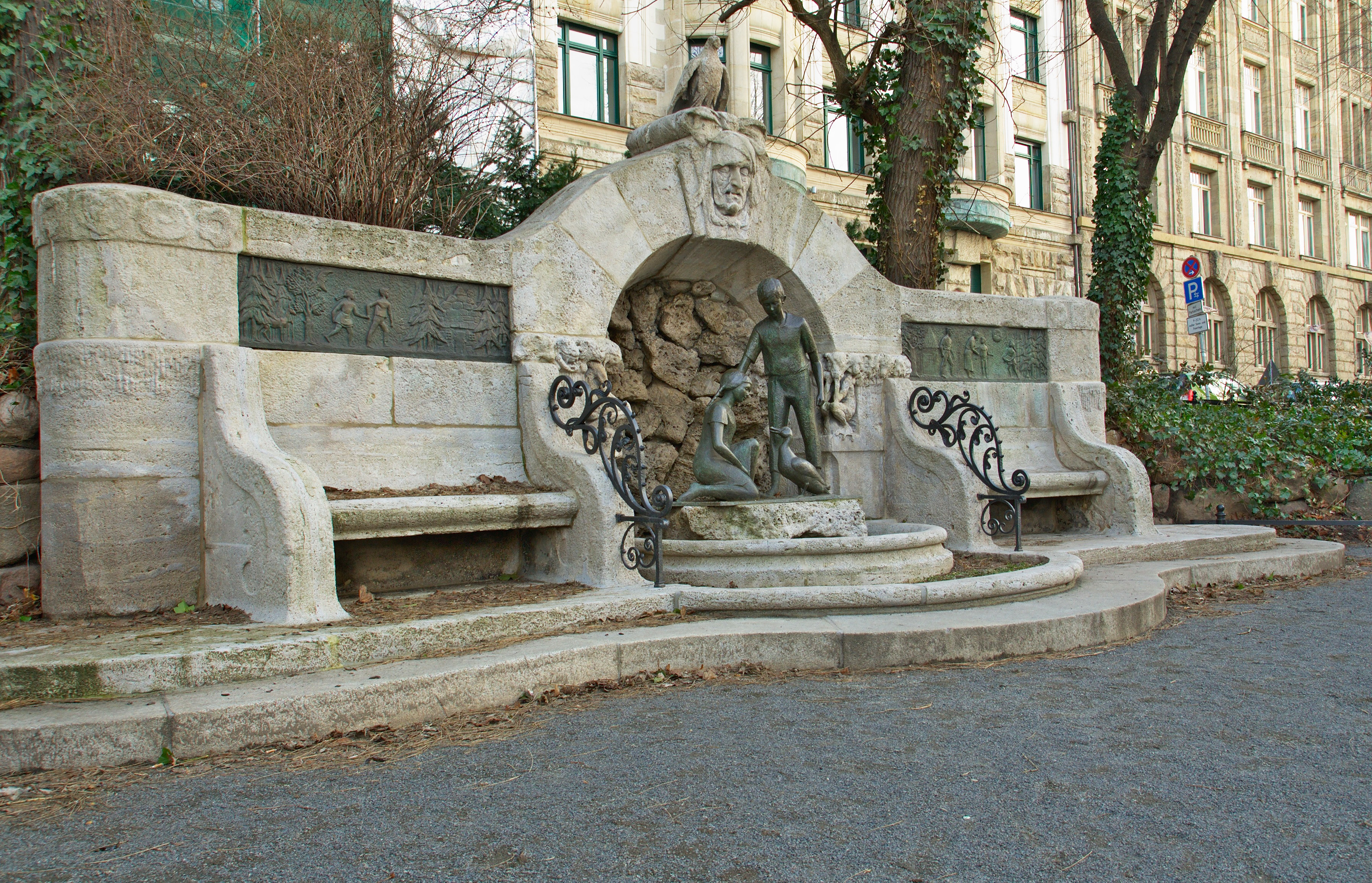
Fontana delle fiabe Dittrichring
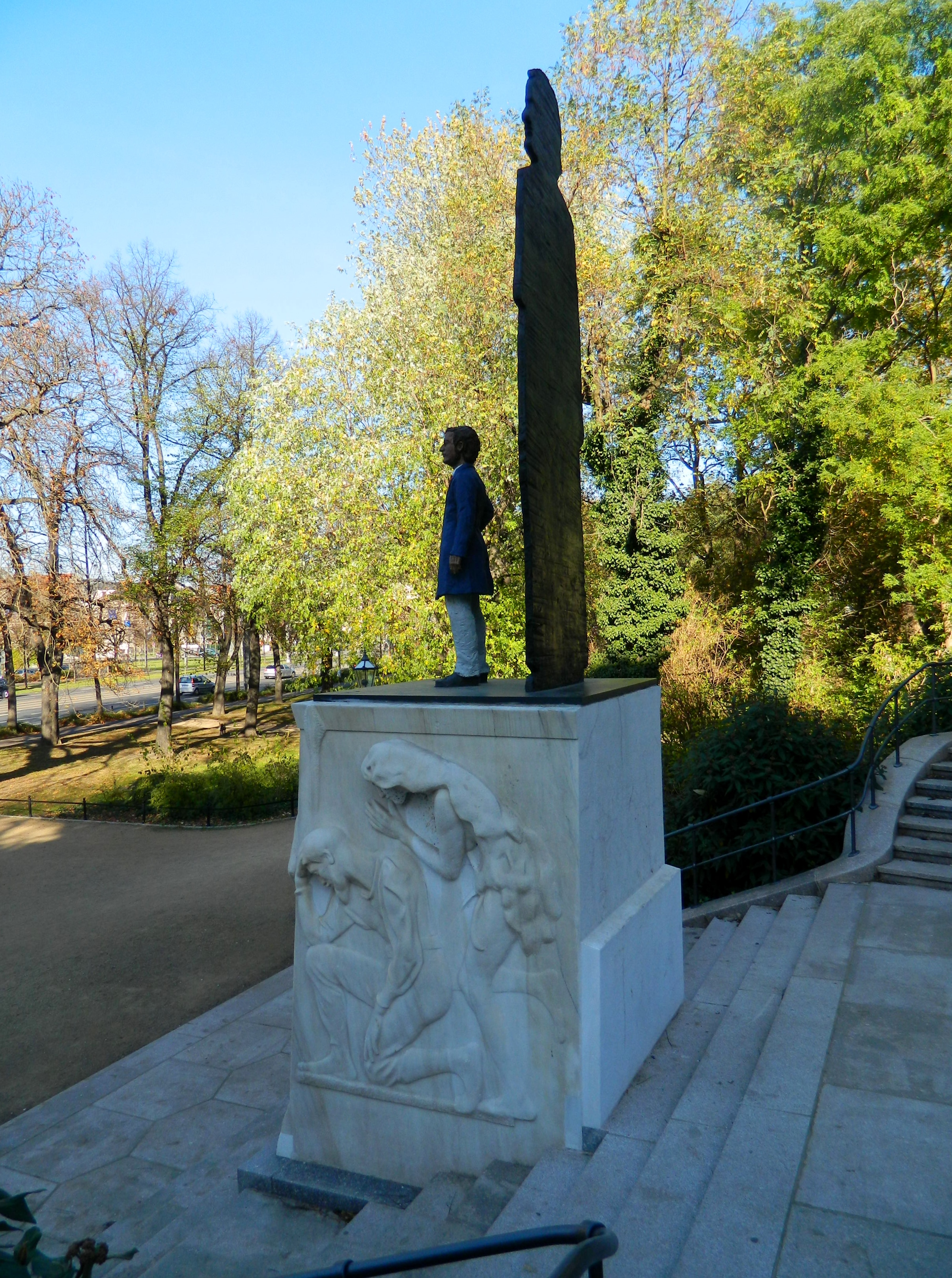
Monumento al giovane Richard Wagner (2013)

### Parco Inferiore (Müller-Park)
Il Parco Inferiore (oggi chiamato anche Müller-Park) si trova nel nord-est dell'Innenstadtring di fronte alla stazione ferroviaria principale, disteso tra Richard-Wagner-Straße e Willy-Brandt-Platz. Il Parco Inferiore, come il Parco Superiore, è stato creato durante il mandato del sindaco Carl Wilhelm Müller dal 1777. Oggi l'elemento caratterizzante è la rotonda piantata di pioppi con il monumento Müller, che è stata eretta in questa forma dopo la costruzione del principale stazione dal 1910 al 1915 dal direttore del giardino di Lipsia Carl Hampel è stata progettata.

### Parco Superiore (Park am Schwanenteich)
Il Parco Superiore, originariamente collegato al Parco Inferiore, ne è ora separato dalla Goethestrasse. Soprattutto si è conservata la parte con il Schwanenteich (laghetto dei cigni), mentre il Schneckenberg (monte delle lumache) non esiste più. Quando il parco fu allestito nel 1780, parte del vecchio fossato cittadino fu trasformato in uno stagno. Qui è stata conservata una parte dell'ampia area prativa e del percorso storico. Fino al 1860, lo "Schneckenberg" si trovava nel luogo dell'opera. Lì si dice che Theodor Körner sia " la caccia selvaggia e audace di Lützow" hanno scritto. Nel 7 febbraio 1983, un busto di Richard Wagner è stato inaugurato.

### Augustusplatz
Augustusplatz (Piazza Augusto) confina col parco superiore sul lato est dell'Innenstadtring. Già prima del 1800 la piazza antistante la porta Grimma era stata progettata con due prati rotondi circondati da alberi. La versione architettonica iniziò nel 1830 con la costruzione di edifici rappresentativi. Nel 1857 Peter Joseph Lenné progettò una cornice con viali e decorazioni formali rappresentative per Augustusplatz. Dopo la distruzione della seconda guerra mondiale, ci volle fino al 1981 perché la piazza, ora intitolata a Karl Marx, ricevesse un completo rinnovamento architettonico con la costruzione del Gewandhaus. Dalla riprogettazione del 1998 sono stati aggiunti nuovi filari di tigli ricordano le piantagioni originali del Promenadenring, ma si trovano in una posizione diversa.

### Parco Lenné (Schillerpark)
Il Parco Lenné, noto anche come Schillerpark, si trova a sud-est dell'Innenstadtring. Lo Zwinger nell'area tra Grimmaisches Tor e Peterstor, precedentemente utilizzato come vivaio, fu riempito nel 1857 su iniziativa del sindaco Otto Koch e completamente ridisegnato su progetto di Peter Joseph Lenné. A sud del Moritzbastei è stata eretta la cosiddetta collina della Promenade, dalla quale si può vedere la torre del Nuovo Municipio (allora: la torre del Pleissenburg) su una dolce depressione simile a una valle. La struttura è stata aperta in occasione del centesimo compleanno di Schiller il 10 novembre 1859. Oltre a un monumento a Schiller, c'è anche un monumento al sindaco Koch e una serie di altri monumenti nel complesso.

### Martin-Luther-Ring
All'angolo sud-ovest dell'Innenstadtring, il Promenadenring è stato ridisegnato dal direttore del giardino cittadino, Hampel, dopo l'apertura del nuovo municipio all'inizio del XX secolo. Alle aree verdi precedentemente piuttosto modeste fu data una struttura formale con elaborate piantagioni ornamentali, che era spesso correlata alla struttura dell'edificio e della facciata. C'è ancora un filare di alberi del viale di platani che un tempo era piantato. Nel 1999 qui nel verde del Promenade è stato inaugurato il monumento Goerdeler dell'artista newyorkese Jenny Holzer. Il Promenadenring continua dall'altra parte dell'Innenstadtring nel Fritz-von-Harck-Anlage e nel Plastikgarten (giardino di plastica).

### Dittrichring
Sul lato ovest dell'Innenstadtring si trova la parte più antica del Promenadenring, iniziato qui prima della Guerra dei Sette Anni con un viale di tigli e Muhmenplatz vicino alla chiesa di San Tommaso. La vita qui era vivace, le tate si incontravano e i bambini giocavano sotto i grandi tigli. Tra il 1903 e il 1906 anche Hampel, direttore dei giardini comunali, ha lasciato la sua impronta in questa zona. Attorno al monumento a Plato e Dolz, al vecchio monumento a Bach e davanti alla chiesa di San Tommaso è stato creato un design rappresentativo di spazi aperti con piantagioni ornamentali, con lo storicista architettura armonizzata. Hampel li ha presentati come un ottimo esempio in un libro specializzato. Alla vigilia dell'anno di Bach del 2000, questo progetto è stato restaurato ed è stata eretta una copia del memoriale di Mendelssohn che era stato smantellato davanti al vecchio Gewandhaus nel 1936. Più a nord, nella zona del Dittrichring superiore, le Promenaden hanno un aspetto simile a una foresta in uno spazio relativamente piccolo. Attorno alla fontana delle fiabe creata nel 1906 con motivi di "Hänsel e Gretel", le cui figure in bronzo, fuse per scopi di armatura, furono riprodotte nel 1963, c'è uno scenario corrispondente con arbusti forestali e felci piantati.

### Goerdelerring / Tröndlinring
Questa è la sezione nord-ovest dell'Innenstadtring. Parallelo al Goerdelerring ci sono 350 metri di Promenadenring verde. Tra l'altro vi fu costruita nel 1913 una scala progettata da Max Klinger, che conduceva al Matthäikirchhof e sulla quale doveva essere collocata una statua di Richard Wagner progettata da Max Klinger. Il 22 maggio 2013, in occasione del 200º compleanno del compositore, è stato inaugurato qui un monumento a Wagner dal design moderno dell'artista Stephan Balkenhol. Da segnalare anche il monumento eretto nel 1851 per il medico e conferenziere di Lipsia Christian Friedrich Samuel Hahnemann (1753-1843). Le piantagioni decorative che circondano il monumento sono state restaurate da Carl Hampel. La Richard-Wagner-Straße di fronte agli Höfe am Brühl non dà quasi alcuna indicazione che un Promenadenring verde un tempo corresse da questo punto al Parco Inferiore sopra descritto .

### Nomi associati a Promenadenring

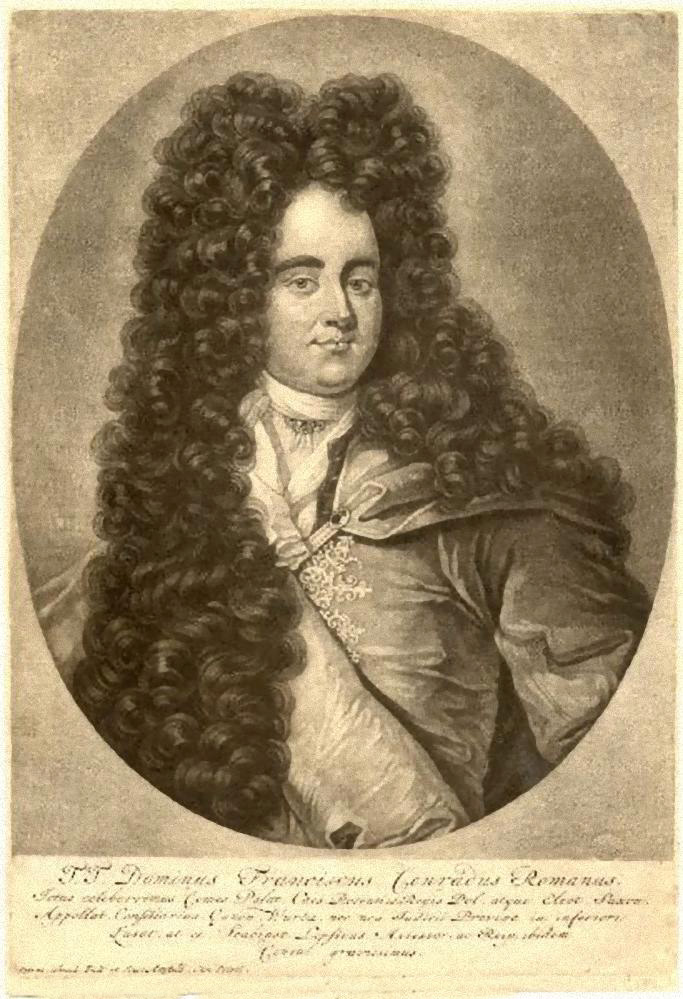
Il sindaco Franz Romanus intorno al 1700
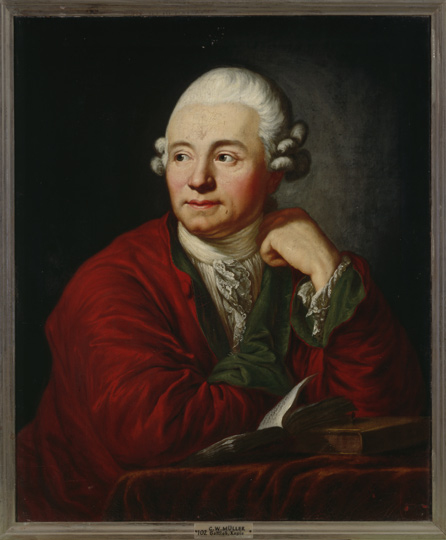
Il sindaco Carl Wilhelm Mueller
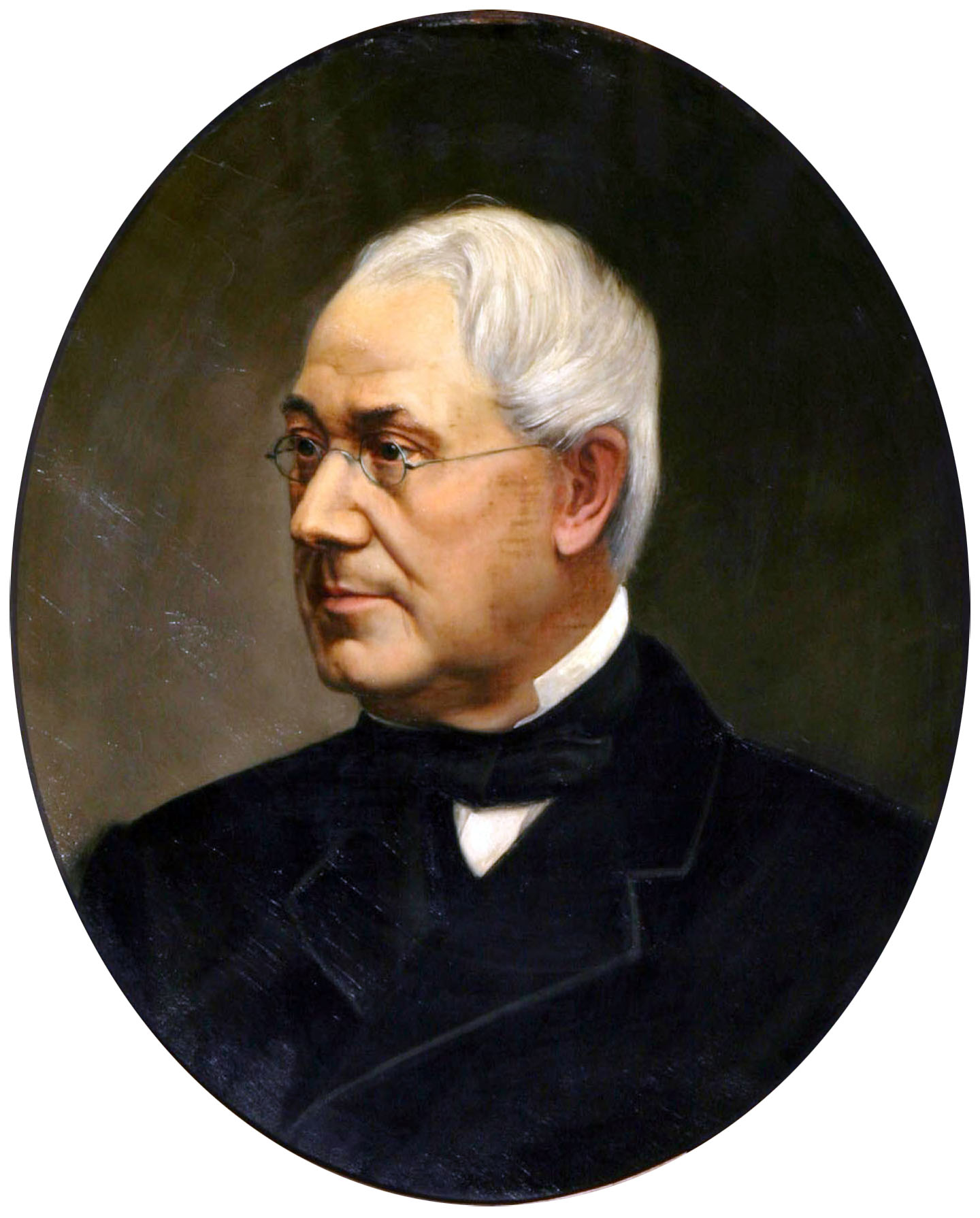
Il sindaco Otto Koch (intorno al 1850)
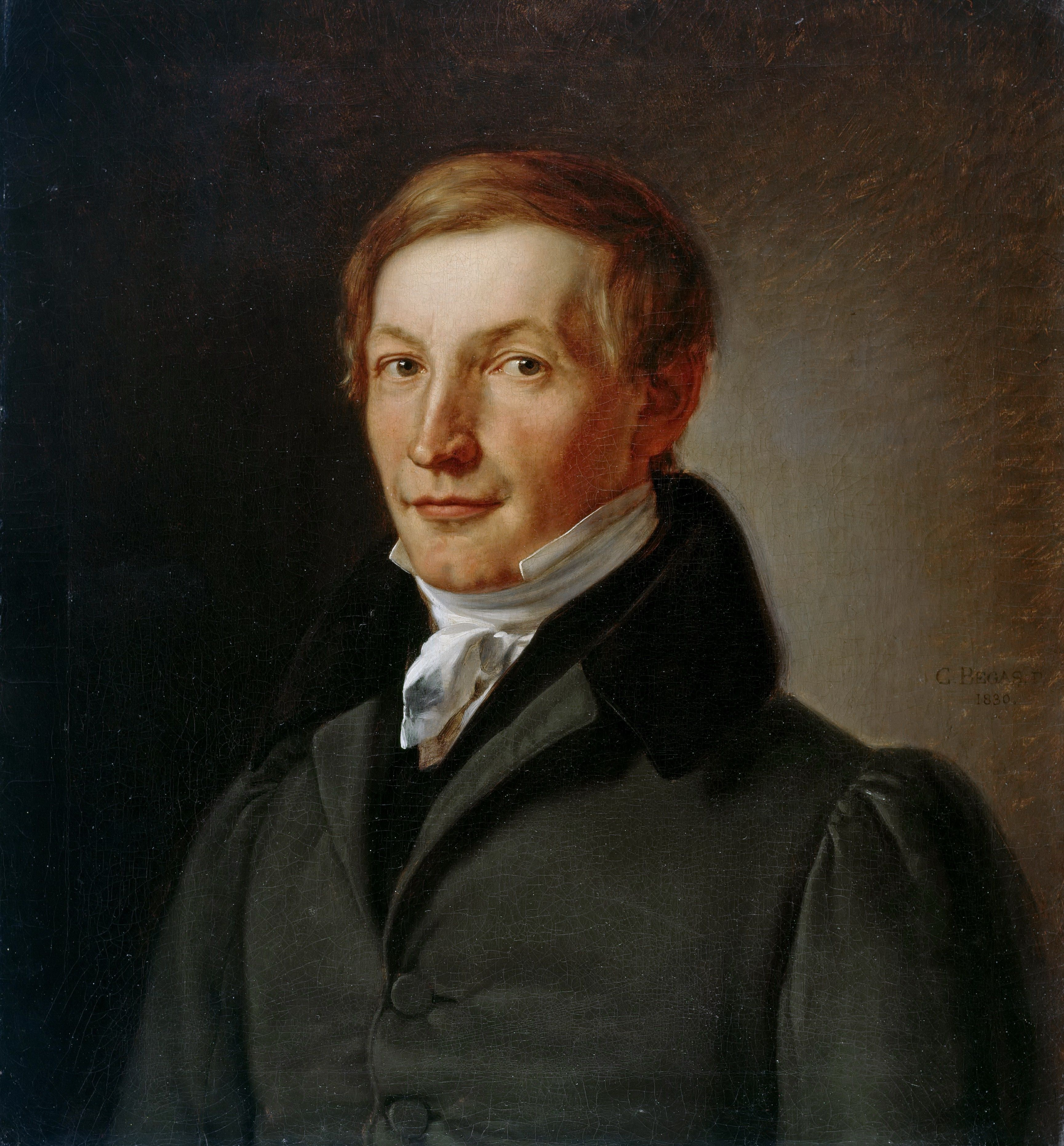
Peter Joseph Lenné
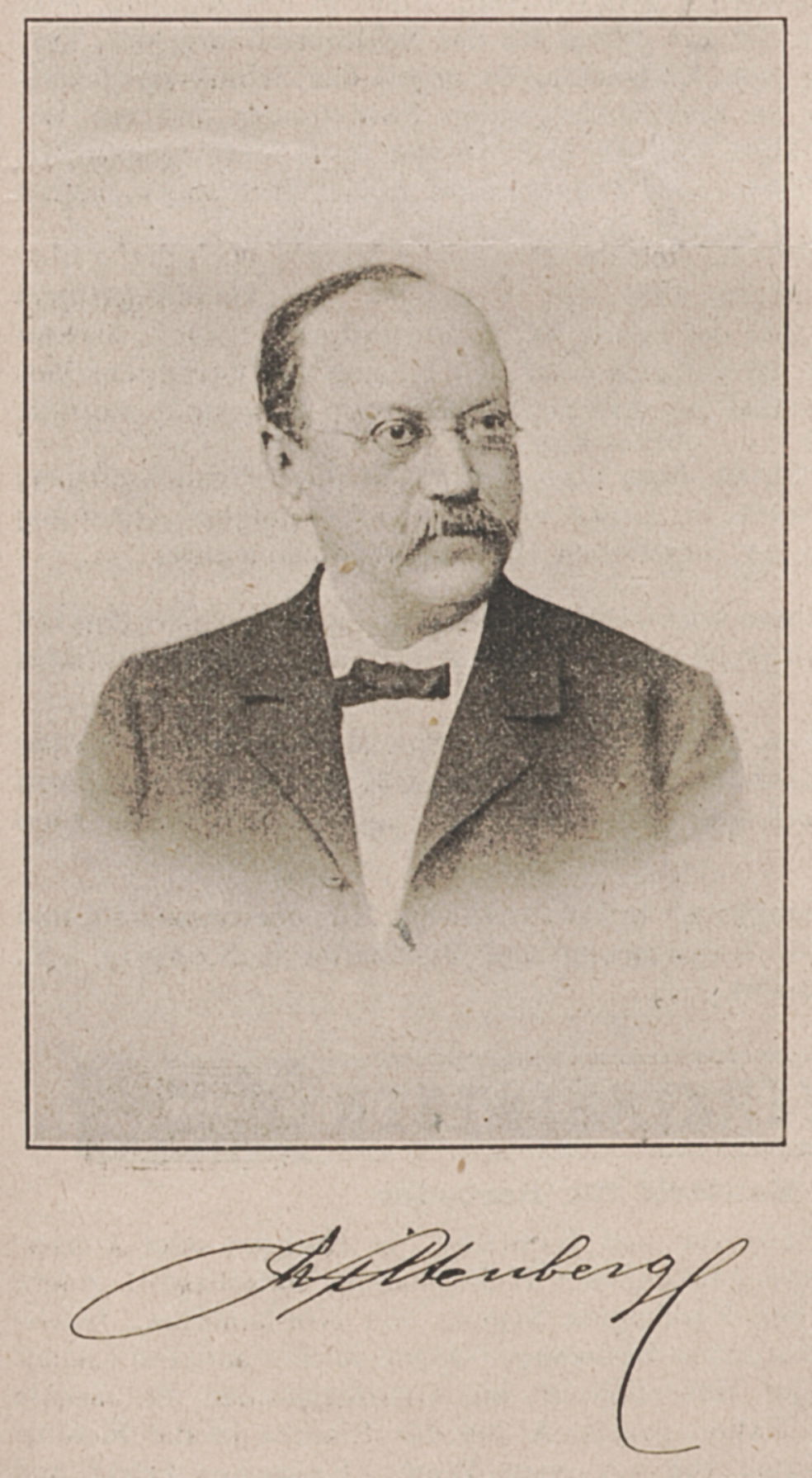
Otto Wittenberg, 1900
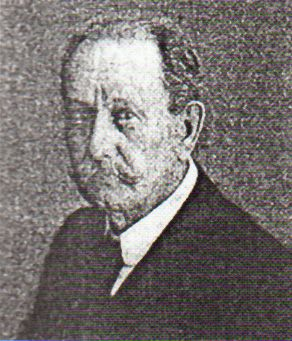
Carl Hampel

- Franz Conrad Romanus (1671–1746), sindaco di Lipsia, che nel 1702/03 fece prosciugare il fossato davanti alle porte occidentali della città (tra le porte Barfusser e Tomasso) e tracciare viali di tigli sulle mura esterne, che formavano il primo inizio del successivo Promenadenring.
- Augusto III di Polonia (1696–1763), il sovrano sassone che, dopo la pace di Hubertusburg (1763), cedette alla città di Lipsia le fortificazioni cittadine che si erano rivelate inutili (ad eccezione del Pleissenburg).
- Carl Wilhelm Müller (1728–1801), sindaco di Lipsia, che, invece di venderli, assicurò i bastioni per gli spazi verdi pubblici del Promenadenring e fu onorato con un monumento nel suo posto preferito sulla Promenade, di fronte all'odierna stazione principale.
- Johann Carl Friedrich Dauthe (1746-1816), il primo direttore edilizio della città di Lipsia, progettò le aree verdi nell'allora emergente stile inglese.
- Carl F. Kühns, 1794 il primo giardiniere comunale della città di Lipsia.
- Rudolph Siebeck (1812–1878) fu giardiniere del consiglio comunale della città di Lipsia dal 1846 al 1857 e poi giardiniere del consiglio comunale della città di Vienna.
- Carl Wilhelm Otto Koch (1810–1876), sindaco di Lipsia, che convinse il consiglio del progetto del Parco Lenné nel 1857 e ottenne così un grande successo per Lipsia.
- Peter Joseph Lenné (1789–1866), in qualità di direttore generale dei giardini dei giardini reali prussiani, progettò anche il Parco Lenné a Lipsia nel 1857 (e subito dopo il Johannapark a Lipsia).
- Otto Wittenberg (1834-1918) lavorò per Lenné e poi continuò il lavoro come direttore del giardino per 40 anni.
- Carl Hampel (1849-1930), fu dipendente e successore di Wittenberg e ridisegnò il Promenadenring nell'area del Nuovo Municipio e del Dittrichring.
- Nikolaus Molzen (1881-1954), dipendente e successore di Hampel, non poté evitare gli interventi del XX secolo (allargamento delle strade, distruzione in tempo di guerra) sul verde del Promenadenring.

## Citazioni

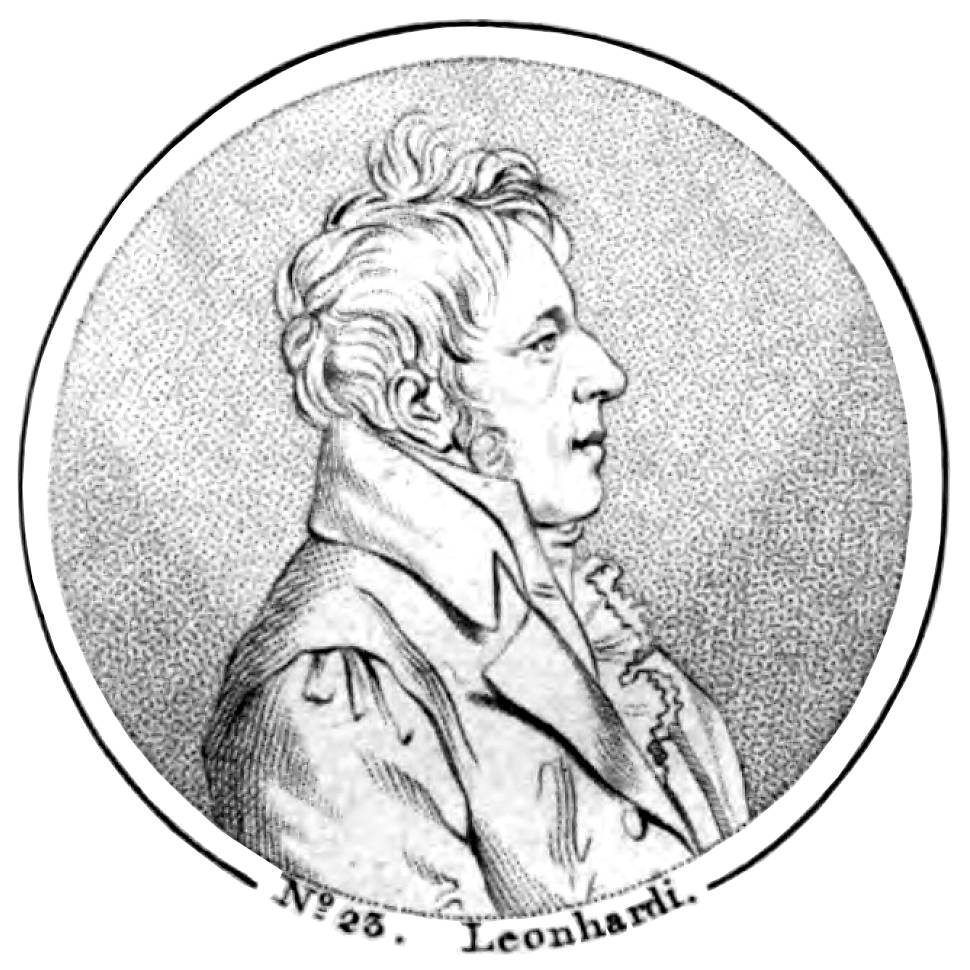
Friedrich Gottlob Leonhardi

(Friedrich Gottlob Leonhardi, 1799)
(Friedrich Adolf Kritzinger, 1781)